# Николай I Мистик
Николай I Мистик или само Николай Мистик (на гръцки: Νικόλαος Α΄ Μυστικός, Нико̀лаос I Мистико̀с) (852 – 15 май 925) е константинополски патриарх от март 901 до 907 и от май 912 до смъртта си през 925 г.
Николай Мистик е роден на Апенинския полуостров (Италия). 
Виден учен и духовник Николай е преподавател в Магнаурската школа и е възможно там да е бил учител на младия Симеон, син на българския княз Борис, впоследствие - първи цар на България. 
Известна е близостта на Николай с патриарх Фотий (857 – 867 и 877 – 886), заради която след повторното му сваляне от патриаршеския пост, той също е пратен в изгнание. По-късно е върнат и назначен от император  Лъв VI Мъдри за негов личен секретар (мистик) и се издига до патриарх. След смъртта на покровителя си, Николай временно отново е заточен, но след това става регент на малолетния император Константин VII Багренородни. Влиянието му значително се засилва, но той не е сигурен за положението си и за да заздрави позициите си предлага съюз на цар Симеон I с идеята войните между Византия и България да се прекратят, владетелските родове на двете държави да се сродят, а царят официално да получи водеща роля в управлението на империята, като носител на титлата василеопатор. Вместо това Николай отново изпада в немилост, в резултат на интригите на Зоя Карбонопсина, която като майка на императора завзема ръководството на регентския съвет. След като и нейното първенство е ограничено и ликвидирано от военачалниците Никифор Фока и Раман Лакапин, последният става василеопатор, а после - и император, а войните с българите, които междувременно са се разразили с нова сила (дотам, че царят обсажда успешно Константинопол), затихват със споразумението между наследника на Симеон Петър I и Роман за женитба между него и внучката на Роман, която по този повод е преименувана на Ирина. Ценен източник за събитията от това време са запазените 163 писма на Николай Мистик, от които 26 - до българския цар Симеон.
Николай Мистик е канонизиран за светец от Православната църква. Паметта му се почита на 16 май (по Юлианския календар).